# Креґ Бірдслі
Креґ Бірдслі (англ. Craig Beardsley, 1 січня 1960) — американський плавець.
Призер Чемпіонату світу з водних видів спорту 1982 року.
Переможець Панамериканських ігор 1979, 1983 років.